# 让赛
让赛（法語：Gençay，法語發音：[ʒɑ̃sɛ]），法国西部市镇，位于新阿基坦大区维埃纳省，隶属于蒙莫里永区，其市镇面积为4.74平方公里，2022年1月1日时人口数量为1,681人，在法国城市中排名第6,140位。
让赛位于维埃纳省南部，克卢埃尔河左岸，是一个区域性的中心城市，多条公路在此交汇。

## 地名来源
“Gençay”最初以“Gentiaco”的形式被记载，该名称出自拉丁人名“Gentius”。

## 历史
让赛的早期历史尚不清楚，当地最初于公元10世纪末被提及，彼时该地为阿基坦公国的一处领地，居塔尔（Guitard de Gençay）可能是当地的首位领主。11世纪初，阿基坦公爵威廉五世在此修建了蒙卡布雷塔（Tour de Mont Cabré）作为防御工事，后成为当地领主的家族宅邸。1179年，在理查一世的要求下，蒙卡布雷塔被拆除。1271年，吕西尼昂的于格十世在原蒙卡布雷塔废墟的基础上兴建了让赛城堡。英法百年战争期间，让赛一度被英格兰军队控制，查理五世于1376年夺回让赛并将其转赠给贝里公爵约翰，此后当地的领主获得男爵爵位。宗教战争期间，让赛城堡被严重破坏。法国大革命后，让赛成为维埃纳省的一个市镇。工业革命期间，一条地方铁路从让赛经过，该铁路于1934年关闭。

## 地理

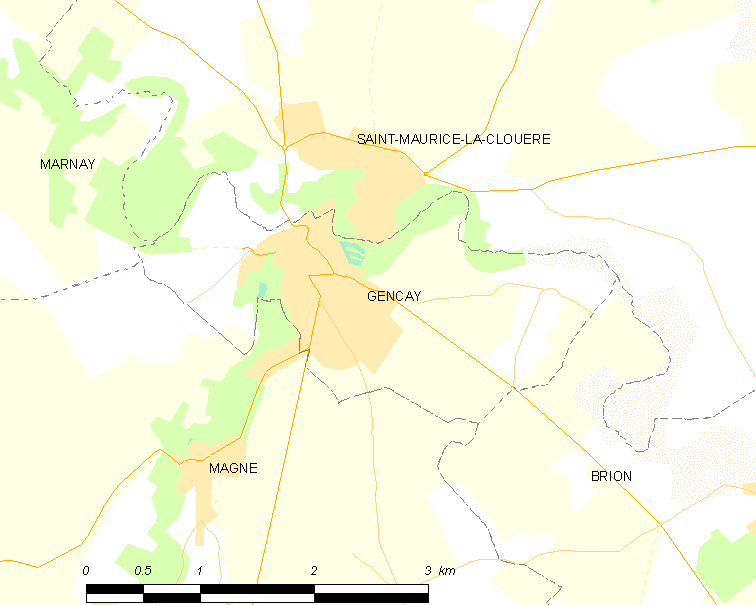
让赛市镇范围地图

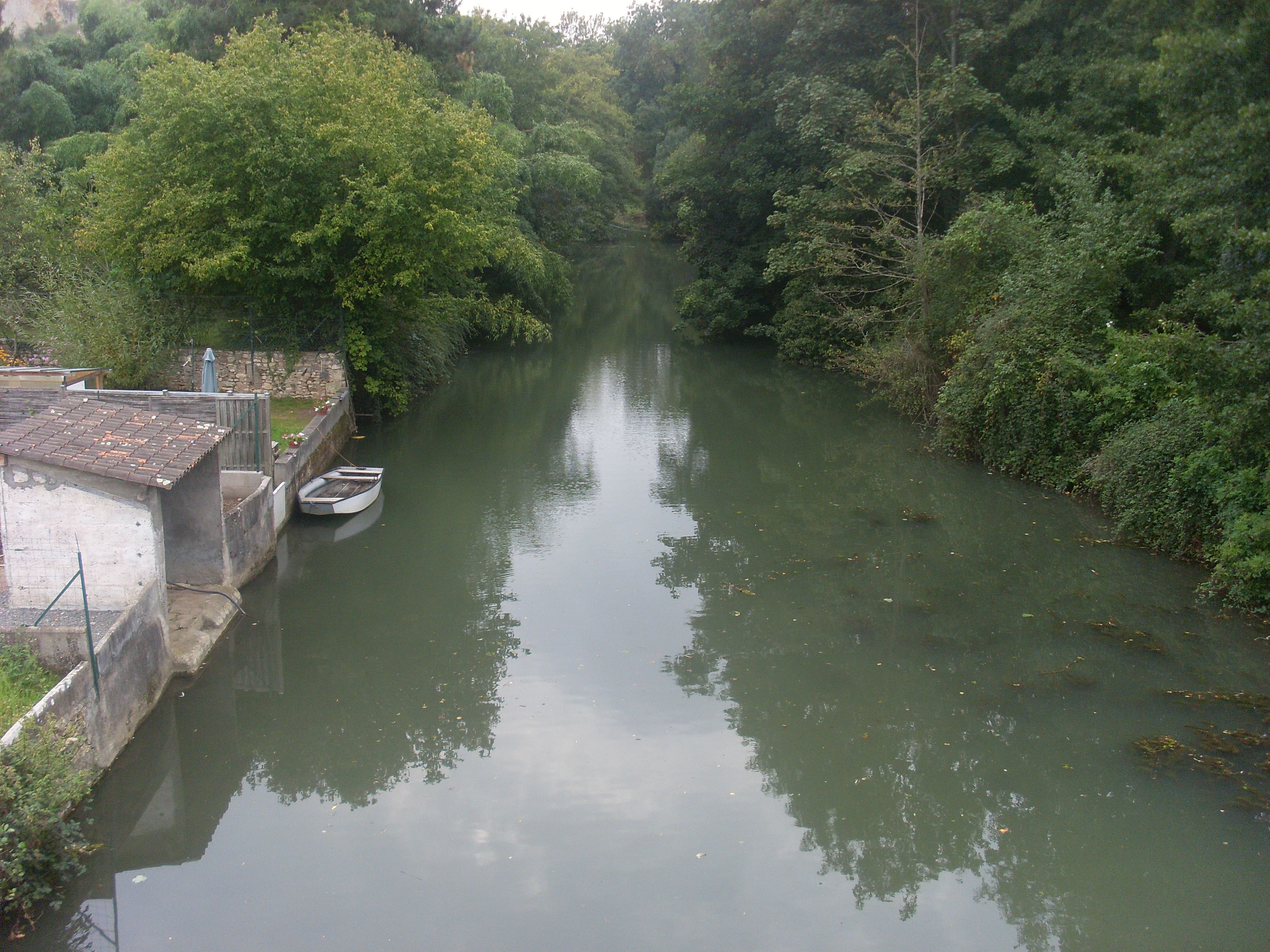
克卢埃尔河

让赛位于法国中西部，新阿基坦大区北部和维埃纳省南部，距离省会普瓦捷大约25公里。与让赛接壤的市镇包括：圣莫里斯拉克卢埃尔、马尔奈、马涅和布里永。

### 地形
让赛位于普瓦图丘陵腹地，境内以浅丘为主，市镇中心地势较为平坦，全境海拔在105到138米之间。

### 水文
让赛位于卢瓦尔河流域范围内，克卢埃尔河自东向西流经镇中心北侧，其左岸支流贝勒河（La Belle）在此与其交汇。

### 植被
让赛属于温带阔叶混交林区，林地广泛分布于河流附近，市区北部的克卢埃尔河畔开辟有莱科斯湿地公园（Parc de la zone Humide des Cosses）。
在鲜花城市的评比中，让赛暂未被评级。

### 气候
让赛在柯本气候分类法中属于温带海洋性气候（Cfb）。

## 行政区划
让赛的市镇编号为86103，邮政编号为86160。
在行政管理方面，让赛隶属于法国新阿基坦大区维埃纳省蒙莫里永区；在地方选举方面，让赛隶属于吕萨克堡县，其市镇范围全境被划入维埃纳省第三选区；在社会管理方面，让赛是普瓦图地区锡夫赖西安市镇公共社区的组成部分。
截至2023年8月，让赛市镇范围内暂无任何城市敏感街区及城市政策优先街区。
法国国家统计与经济研究所（简称）在进行数据统计时，未将让赛划入任何城市核心区（Unité urbaine），将包括让赛在内的周边共91个市镇划为普瓦捷城市区。自2020年起，普瓦捷城市区被包含97个市镇的普瓦捷城市辐射区代替。此外，还将让赛市镇整体看作一个“块区”（IRIS），以便于统计人口分布情况。

## 交通

### 公路
维埃纳省省道D1线、D2线、D100线和D741线在让赛境内交汇。新阿基坦大区下属的城际客运提供巴士线路，可直通普瓦捷火车站。
2019年，72.0%的让赛家庭拥有至少一辆私人汽车。2020年，让赛境内共发生各类交通事故1起，造成1人重伤。
| 29 | 35 |

| 普瓦捷 | 26 |

| 吕萨克堡 | 28 |

| 孔福朗 | 48 |

### 铁路

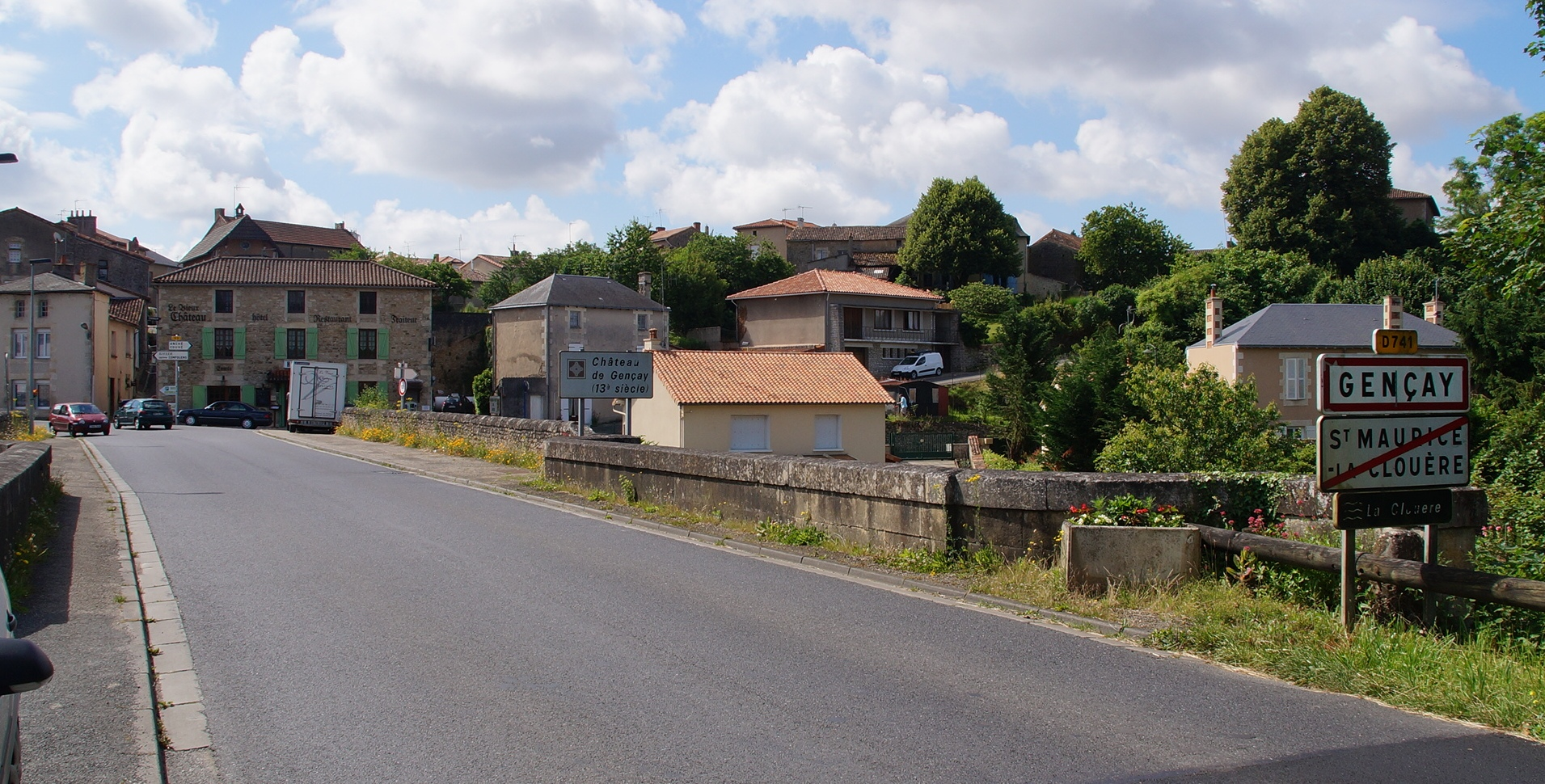
横跨克卢埃尔河的公路桥

距离让赛最近的运营中的客运铁路车站为15公里外的位于维沃讷站上，该站停靠往返于普瓦捷和昂古莱姆一线的区域列车。

### 航空
距离让赛最近的民用航空站为32公里外的普瓦捷机场。

### 城市公共交通
截至2023年8月，让赛暂无城市公共交通系统。

## 政治

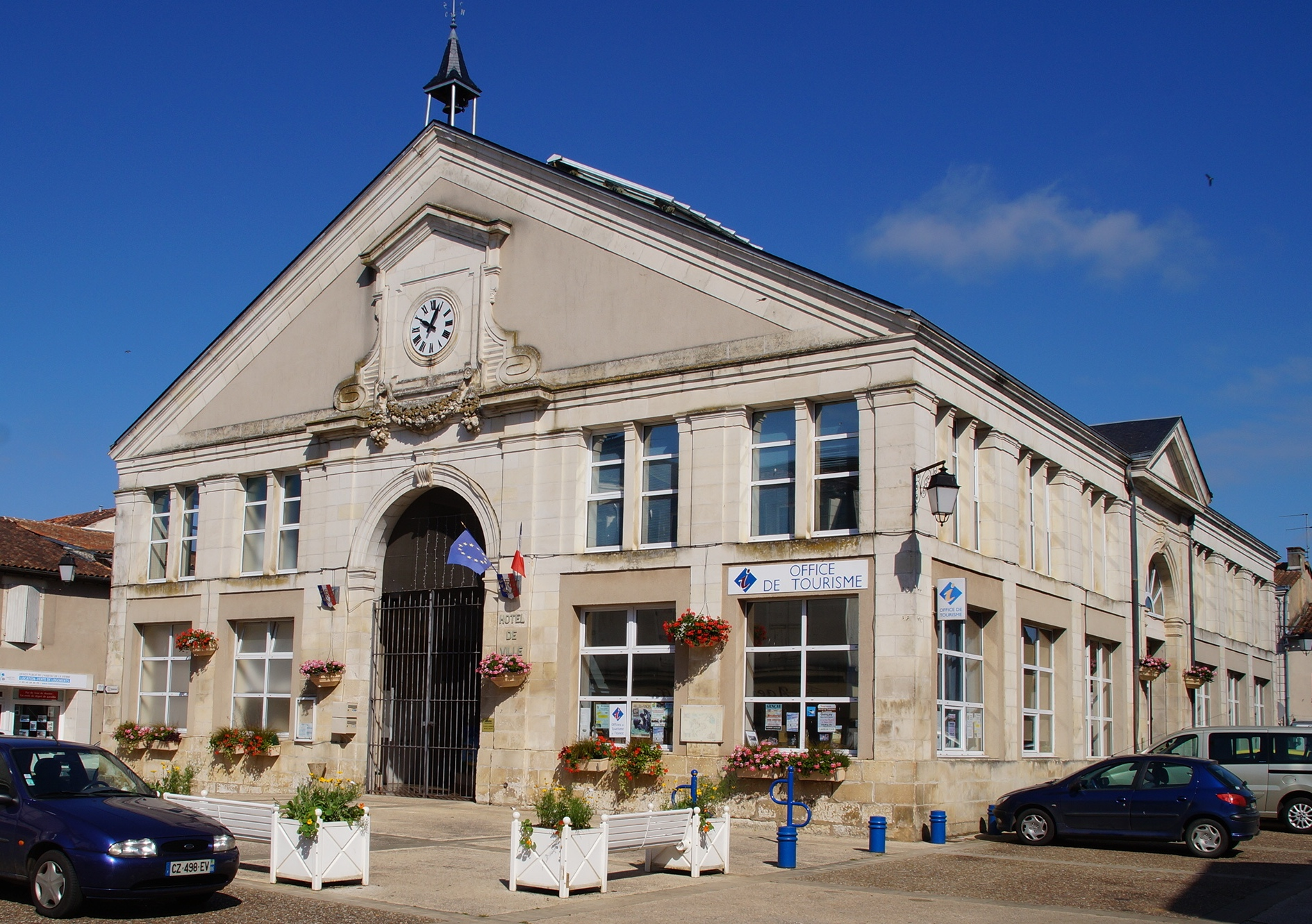
让赛市政厅

让赛的现任市长为弗朗索瓦·博克先生（François BOCK），他是共和党的一名成员，在2020年的市政选举中获得了66.77%的支持率。
在2022年的法国总统大选中，法国第25任总统埃马纽埃尔·马克龙在让赛获得了60.05%的支持率。

## 人口
2020年，让赛市镇人口数量为1,743，在法国排名第6,140位。其中男性781人，女性965人，75岁及以上人口占18.8%，外籍人口数量为29人，人口密度为368人/平方公里，当地居民被称为（男性）或（女性）。2020年，让赛境内出生11人，死亡人口46人。
| 让赛1901年－2020年人口变化情况 |
|                                |
| 数据来源：Cassini、INSEE       |

## 经济
让赛是一个区域性的中心城市。截至2023年8月，让赛市镇范围内共有各类用人单位（包含自雇）231家，平均历史为19年，均为中小型企业（PME），2023年6月至8月间，当地的经济活力指数为0。（零售）、（工程设计）及（成人教育）是当地2021年营业额最高的三个企业，分别为23,313,098欧元、7,717,277欧元和65,933欧元。

## 财政与居民收入
2021年，让赛的财政收入总额为2,620,660欧元，财政支出总额为2,246,340欧元，当年的债务总额为3,006,220欧元。2021年，让赛市镇通过增值税获得94,460欧元的收入，此外当地还共获得了147,580欧元的国家直接财政补助。
2019年，让赛的人均月收入总额为1,790欧元，低于法国平均水平（2,303欧元）。
2019年，让赛境内的青壮年（15至64岁）失业率为11.7%；当地36.3%的家庭拥有纳税资格，平均纳税1,895欧元，低于法国平均水平（4,393欧元）。

## 社会事务

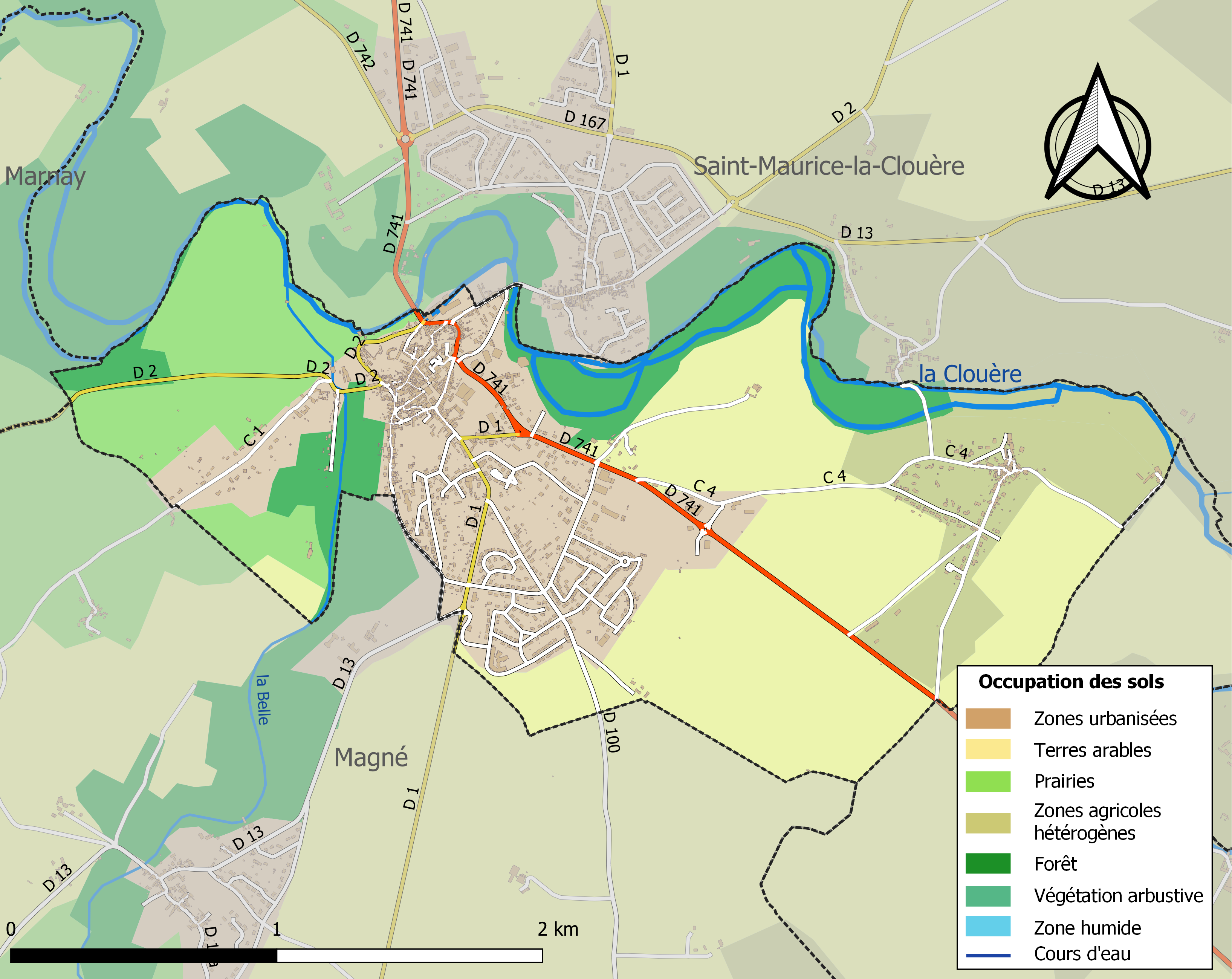
让赛土地利用情况地图

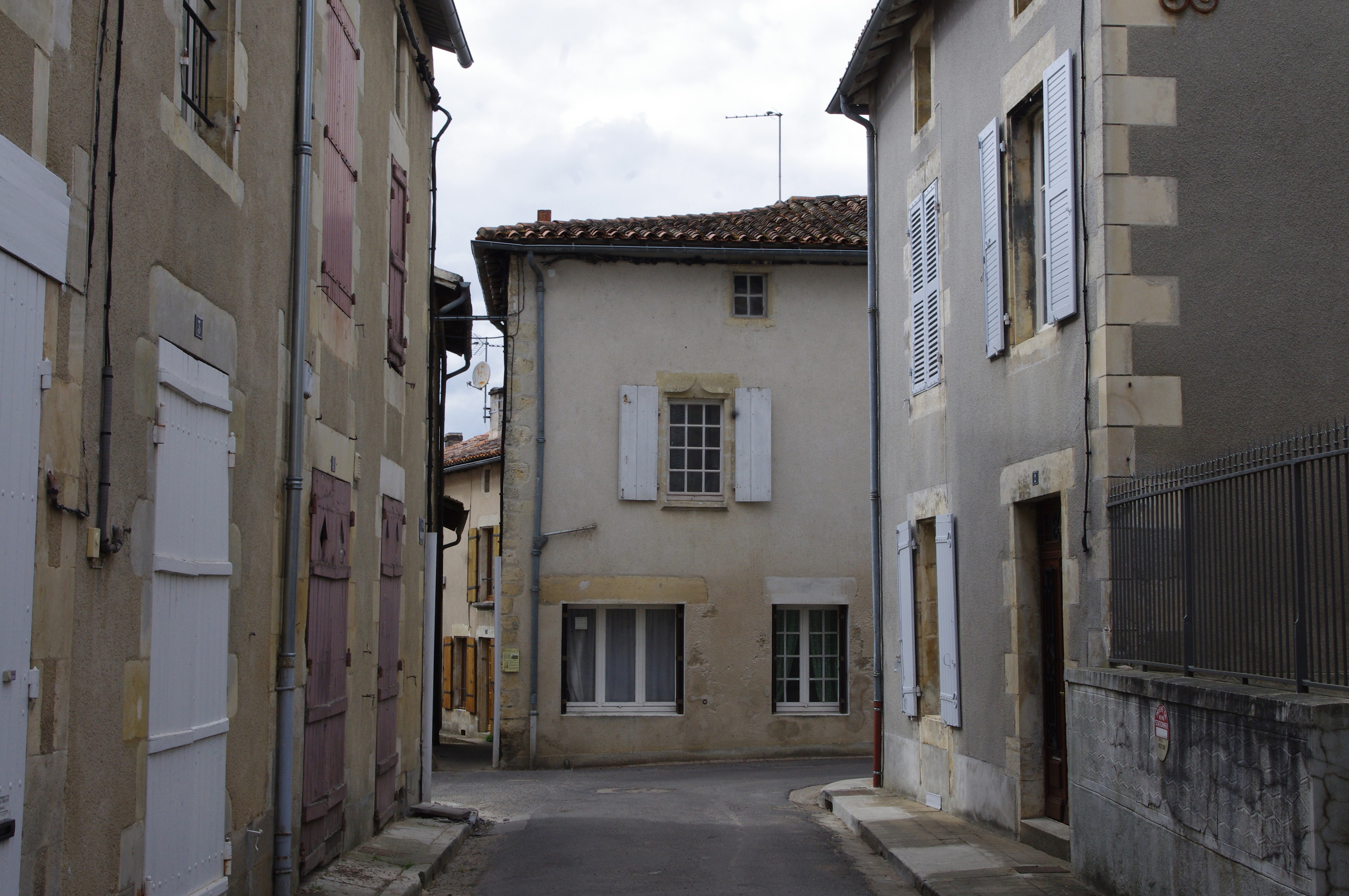
让赛镇中心的民居

### 教育
让赛属于普瓦捷学区。截至2021年1月1日，让赛境内共有1所幼儿园、1所小学、1所初级中学和1所农业高中。2021至2022学年度，让赛境内共有在校中等教育阶段学生466名。

### 医疗
截至2021年1月1日，让赛境内共有全科医生4名、保健师4名、牙医1名、护士6名和助产士3名。境内共有药房2家。
距离让赛最近的区域性医疗机构为普瓦捷大学中心医院，其主病区“米莱特里医院”（Hôpital de la Milétrie）位于普瓦捷市区南部，距离让赛市区的正常车程在半小时以内，该院设有床位1,766个，是当地规模最大的公立综合性医院。

### 住房
2019年，让赛境内共有各类住房995套，其中81.1%为独立式居民区，18.3%为集中式居民区。常住房屋占让赛市镇范围内居民建筑总量的85.3%。
在住房保障政策方面，2021年，让赛境内共有170户家庭获得了住房经济补助，受益人数占总人口数量的9.8%，其中159份为房租补助。

### 商业
2021年，让赛境内共有各类实体商铺48家，其中餐厅4家、大型超市1家、杂货店1家、面包房2家、肉铺2家、书店1家、银行门店2家、美容美发店5家、汽车维修店6家。让赛镇中心建有一家Intermarché超市。

### 体育
2021年，让赛境内共有2家游泳池、1间体育馆、4处网球场以及1处足球或橄榄球场。
截至2023年8月，圣莫里斯-让赛足球前进队（Entente Saint Maurice Gençay football，编号553504）是让赛境内唯一的一家注册足球俱乐部。当地的代表性足球队成立于2008年，其主队2023至2024赛季参加维埃纳省足球联赛丁组（法国第十二级别），其主场为格拉德波球场（Stade Gradepot）。

### 环境
让赛的环境事务由其所属的普瓦图地区锡夫赖西安市镇公共社区联合各级政府协调负责。2021年，让赛境内暂无污染企业。

### 治安
2021年，让赛市镇范围内有1处宪兵队。
让赛及其附近的共76个市镇是普瓦捷国家宪兵队（zone gendarmerie de Poitiers）的管辖范围。2020年，该宪兵队累计记录各类案件3,695起，其中盗窃类案件1,674起，经济类案件602起，毒品交易类案件194起。

## 文化

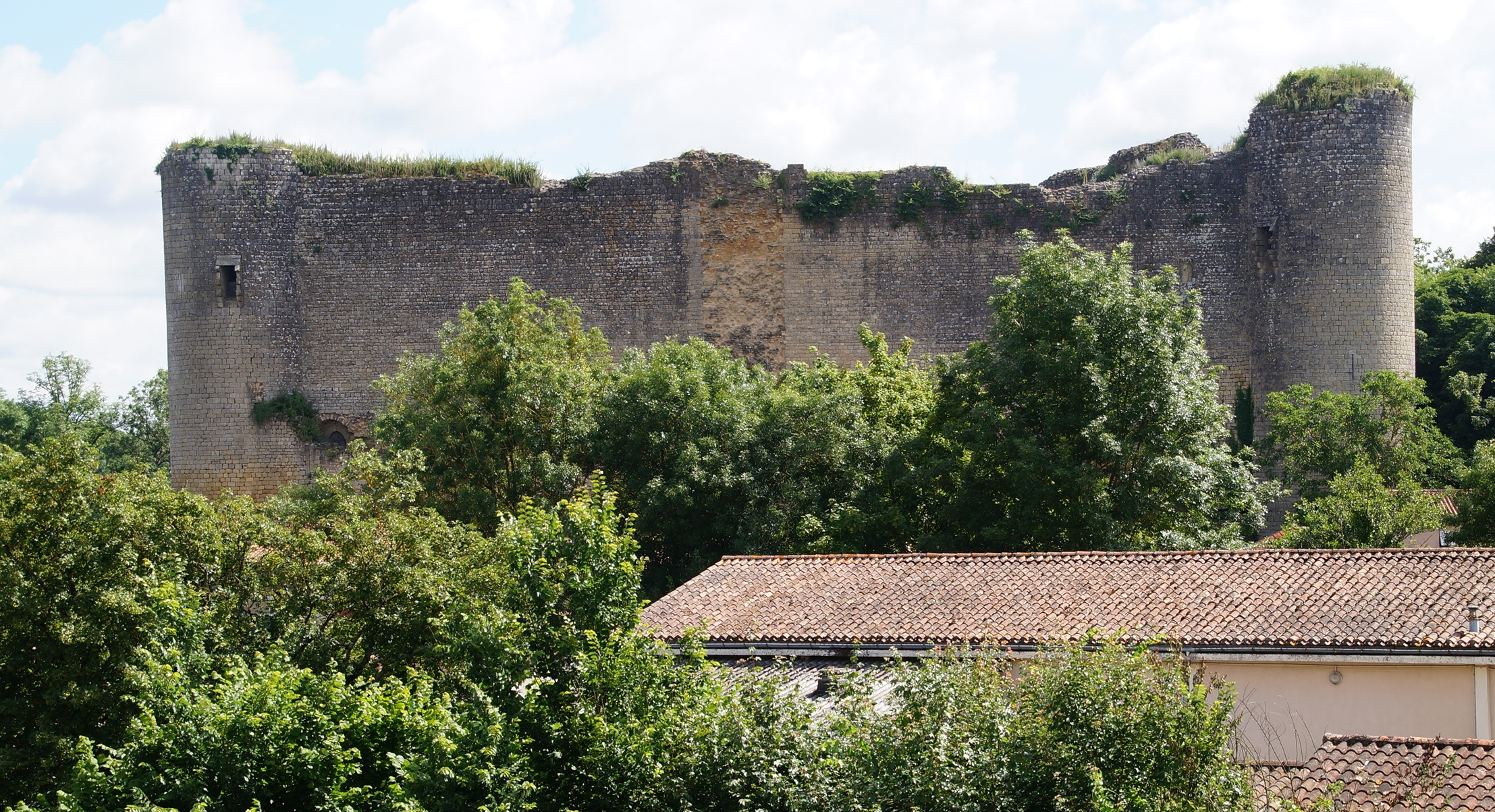
让赛城堡遗址

2021年，让赛境内有1家电影院。让赛市政府提供多媒体中心，每周三、五、六向公众开放。

### 建筑
让赛境内有多处历史建筑，其中让赛城堡遗址是法国首批法国国家文物保护单位，圣母教堂（Église Notre-Dame de Gençay）则是当地的地标性建筑物。

### 旅游
让赛的旅游事务由其所属的普瓦图地区锡夫赖西安市镇公共社区负责。2022年，让赛境内暂无任何游客接待设施。

### 媒体
法国主要的媒体均可在让赛接收，法国电视三台下属的新阿基坦大区频道在部分时段播出让赛所在维埃纳省的地方新闻。

## 友好城市
截至2023年8月，让赛共与一座城市建立了友好城市关系：
- 德国 布雷克费尔德